# Pizon-Gagal
Pizon-Gagal (izg. pison-gagal; isto i Pizon Gagal, Pizom-Gagal, Girón-Gagal), čarobnni svežanj, simbol vlasti gvatemalskih Quiche Indijanaca, kome naziv dolazi od girón ili  quirón, od quira, što znači  'odviti, razviti ili čuvati nešto' . 
Ovaj čarobni svežanj, nalazimo ga i među plemenima prerijskih Indijanaca, narodu Kiće dao je Nacxit prije nego što su krenuli na svoj put s Istoka u današnju Gvatemalu. U  'Knjigama gospodara iz Totonikapana'  (Título de los Señores de Totonicapán), govori se da se radi o  kamenu iz Nacxita' , kamenu škriljevcu ili opsidijanu, kojeg su nazivali chay-abah (ćaj-abah), koji se koristio u čarolijama, a među Indijancima izazivao je  'strah i poštovanje' . Torquemada spominje i svežanj Haquimilolli među meksičkim Indiancima, ali ovaj je napravljen od ogrtača umrlih bogova, a klanjali su mu se kao vrhovnom bogu.
Pizon-Gagal su nosili čuvari hramova kao simbol autoriteta i vrhovne vlasti.